# Бамбара (держава)
13°27′00″ пн. ш. 6°16′00″ зх. д. / 13.45° пн. ш. 6.2666666666667° зх. д.

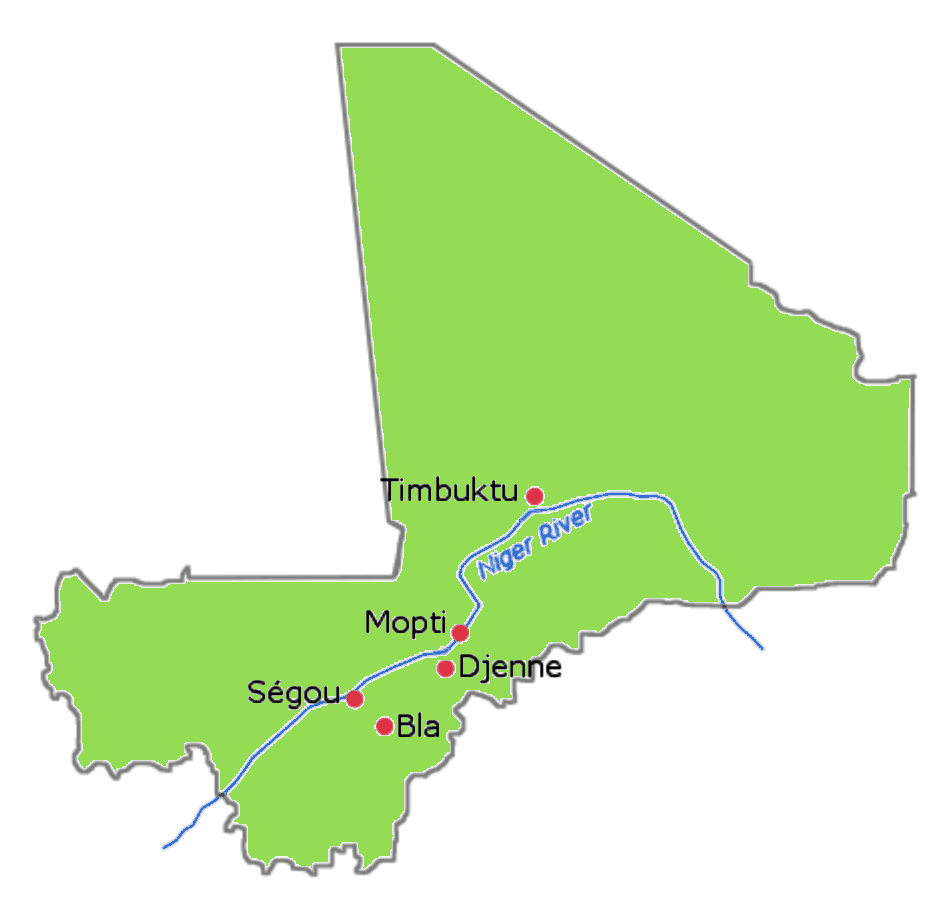
Міста Малі, що входили до складу Імперії Бамбара

Держави Бамбара (також відомі як Імперія Бамана або Імперія Сегу) — держави народу Бамбара, що утворилися в XVII ст. в Західній Африці:
- Каарта, на території теперішнього Малі;
- Сеґу, яка в XVIII ст. охоплювала басейн Ніґеру від Бамако до Дженне.

Спочатку тут  панувала династії Кулібалі. 1757 році після загибелі Алі Кулібалі почалася боротьбаза владу, в я кій перемогу здобув Нголо Діарра, що заснував династію Нголосі. Близько середини XIX ст. завойована тукулерами на чолі із Омар Саїду Таллом, який заснував імперію тукулерів.